# Hôrka
Hôrka este o comună slovacă, aflată în districtul Poprad din regiunea Prešov. Localitatea se află la altitudinea de 600 m deasupra n.m., se întinde pe o suprafață de 11,35 km2 și în 2017 număra 1.992 de locuitori. Se învecinează cu Švábovce și Jánovce, Poprad.

## Istoric
Localitatea Hôrka este atestată documentar din 1311.

## Demografie
| An:                | 1994 | 2004    | 2014    | 2024    |
| ------------------ | ---- | ------- | ------- | ------- |
| Număr de persoane: | 1254 | 1557    | 1884    | 2155    |
| Diferență:         |      | +24,16% | +21,00% | +14,38% |

| An:                | 2023 | 2024   |
| ------------------ | ---- | ------ |
| Număr de persoane: | 2158 | 2155   |
| Diferență:         |      | −0,13% |